# Catedral de Zamora

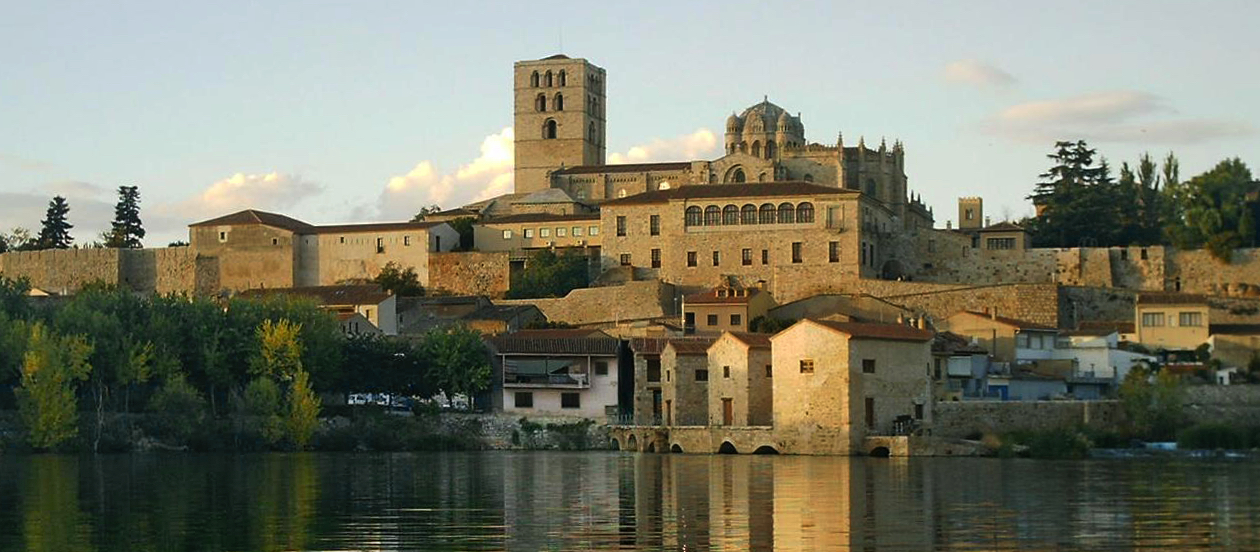
Vista del Castell i Catedral de Zamora.

La Catedral de Zamora és una església de Zamora, Castella i Lleó, Espanya, ubicada la riba dreta del riu Duero, en la part sud i alta de la ciutat vella. És envoltada per murs i antigues portes.
Fou construïda entre 1151 i 1174 i és un exemple d'arquitectura romànica espanyola.

## Història
Una església anterior, anomenada El Salvador, va existir al temps del rei Alfons VII de Castella, però es trobava aparentment en ruïnes, i el rei va donar l'església de St. Tomas de la ciutat per actuar com a catedral.
L'església va ser construïda sota el bisbe Esteban, amb el patronatge d'Alfons VII i la seva germana Sancha Raimúndez. La data de construcció (1151-1174) és tradicionalment documentada per una epigrafia en el costat del nord del transsepte, tot i que les descobertes recents han provat que l'església es va començar el 1139, al temps del bisbe Bernardo.
La catedral va ser consagrada el 1174 pel bisbe Esteban, tot i que les obres van continuar amb el seu successor Guillermo (1176-1192), incloent el transsepte. El claustre i la torre del campanar daten de la primera meitat del segle xiii. El dissenyador de l'església és desconegut.
L'edifici és d'estil romànic, en el pla de creu llatí; té una nau i dos passadissos, un curt transsepte i tres absis semicirculars. L'últim va ser reemplaçat per un d'arquitectura gòtica en el segle xv. El transsepte és cobert per una volta de canó, el passadís per una volta d'aresta i la nau per una volta d'aresta en romànic tardà o Proto-estil gòtic.

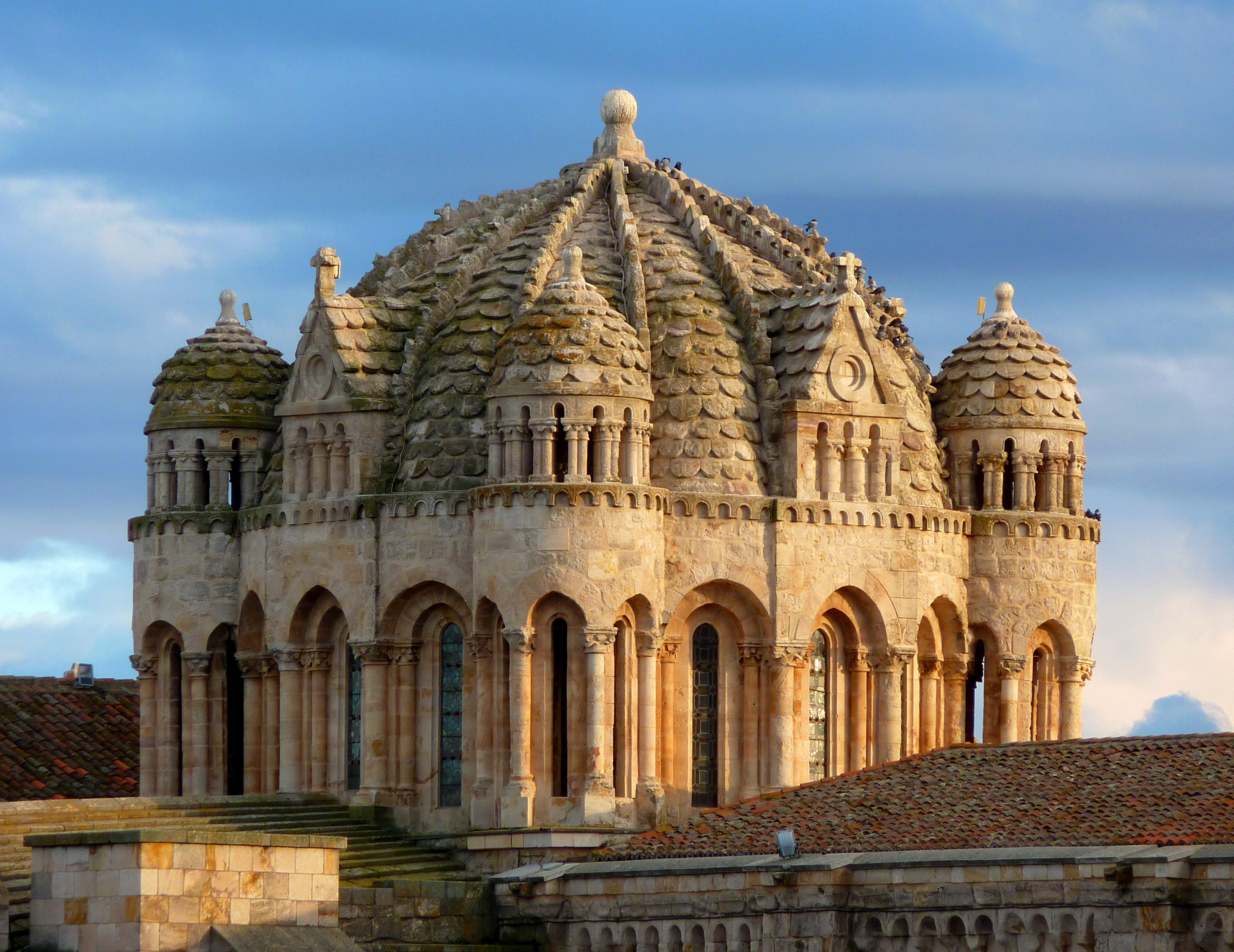
El dom.

Sobre el transsepte està la torre del dom, amb 16 costats estrets i altes finestres semicirculars entre quatre torretes. Aquest suporta dos doms, un extern amb una part superior lleugerament assenyalada, i un interior amb forma semicircular. Sobre les torretes hi han doms petits, també amb columnes i finestres primes, i un timpà amb decoració similar. Amb la seva escala exterior decorada, el dom és un dels símbols de la ciutat.
En el costat del sud de l'església, fent front a el Palacio Episcopal es troba la Puerta del Obispo. Esta repartida en tres sectors verticals, dividits per columnes cegues i coronat per arcades semicirculars. En els costats més baixos hi han vidres amb escultures romàniques.
A l'interior es troba un cadirat construït en 1512-1516 per Juan de Bruselas, tallat amb figures de sants i homes famosos de l'antiguitat; i amb escenes de la vida al camp. La Capella Major té una taula de marbre, i l'altar està flanquejat per dos púlpits mudèjars. A la Capella del Crist de les Injúries, que es troba a la dreta de la porta sud, hi ha una gran figura de Crist de Gaspar Becerra.
La Catedral conté nombroses tombes; particularment notable és la filigrana tallada en la tomba de Grado en la Capilla de San Juan a final de l'est. La Capilla del Cardenal (anomenat després cadenal Juan de Mella), també al final de l'est, té un altar de Fernando Gallego, en estil gòtic- flamenc (1490-1494).
La torre del campanar, amb una alçada de 45m, va ser construïda en el segle xiii en estil romànic.